# Lisa Schuster
Lisa Christine Schuster (* 28. Mai 1987 in München) ist eine deutsche Eishockeyspielerin, die seit 2012 für den OSC Berlin in der Fraueneishockey-Bundesliga aktiv ist.

## Karriere

### Club
Lisa Schuster kam im Alter von fünf Jahren durch ihren Bruder Ulrich Schuster zum Eishockeysport. Ab 2002 spielte sie für den ESC Planegg in der Fraueneishockey-Bundesliga.
2008 wechselte sie zu den Ravens Salzburg, für die sie in der Elite Women’s Hockey League und Dameneishockey-Bundesliga spielte. Mit den Ravens gewann sie am Saisonende die österreichische Staatsmeisterschaft. Anschließend kehrte Schuster zum ESC Planegg zurück. In der Saison 2010/11 nahm sie ein Studium der Druck- und Medientechnik an der Hochschule für angewandte Wissenschaften München auf.
2012 entschloss sie sich zu einem Wechsel innerhalb der Bundesliga zum OSC Berlin und absolvierte parallel ein Praxissemester bei einem Berliner Druckereibetrieb. Während der Saison 2013/14 unterbrach sie ihr Studium, um sich optimal auf die Olympischen Winterspiele 2014 vorzubereiten.

### International
Lisa Schuster gehörte ab 2003 dem erweiterten Nationalmannschaftskader an und kam zunächst im B-Nationalteam zum Einsatz. Ab 2006 wurde sie im A-Team bei Turnieren eingesetzt und absolvierte 2008 ihre erste Weltmeisterschaft, bei der sie mit dem Nationalteam in die Division I abstieg. 2009 nahm sie an der Weltmeisterschaft der Division I teil, allerdings gelang der Wiederaufstieg in die Top-Division mit dem zweiten Platz nicht.
Weitere Teilnahmen bei Weltmeisterschaften folgten  2012 und 2013, zudem qualifizierte Schuster sich im Februar 2013 mit dem Nationalteam für die Olympischen Winterspiele 2014.
Bis Januar 2014 hat Schuster 110 Länderspiele absolviert. Im Rahmen der Vorbereitung auf die Olympischen Winterspiele 2014 in Sotschi verletze sich Daria Gleißner und Lisa Schuster wurde für diese – nachdem sie zuvor als Nachrückerin beim IOC gemeldet worden war – am 6. Februar 2014 nachnominiert.

## Erfolge und Auszeichnungen
| - 2005 Gewinn des DEB-Pokals mit dem ESC Planegg - 2006 Deutscher Vizemeister mit dem ESC Planegg - 2007 Deutscher Vizemeister mit dem ESC Planegg - 2008 Deutscher Meister mit dem ESC Planegg - 2009 Österreichischer Meister mit den Ravens Salzburg - 2010 Gewinn der Elite Women’s Hockey League mit dem ESC Planegg | - 2010 Deutscher Vizemeister mit dem ESC Planegg - 2011 Deutscher Meister mit dem ESC Planegg - 2012 Gewinn des EWHL Super Cups mit dem ESC Planegg - 2012 Gewinn des DEB-Pokals mit dem ESC Planegg - 2012 Deutscher Meister mit dem ESC Planegg - 2016 Aufstieg in die Top-Division bei der Weltmeisterschaft der Division I |

## Karrierestatistik

### International
(Legende zur Spielerstatistik: Sp oder GP = absolvierte Spiele; T oder G = erzielte Tore; V oder A = erzielte Assists; Pkt oder Pts = erzielte Scorerpunkte; SM oder PIM = erhaltene Strafminuten; +/− = Plus/Minus-Bilanz; PP = erzielte Überzahltore; SH = erzielte Unterzahltore; GW = erzielte Siegtore; 1 Play-downs/Relegation; Kursiv: Statistik nicht vollständig)